# آستین گومز
آستین گومز (به انگلیسی: Austin Gomez،  زادهٔ ۱۹ مارس ۱۹۹۸) یک کشتی‌گیر آزادکار اهل کشور مکزیک است. وی سابقه حضور در المپیک ۲۰۲۴ پاریس را دارد.